# 谢辛
谢辛（1932年11月15日—2015年6月8日），柬埔寨政治家，柬埔寨华人，前任人民党领袖。曾任柬埔寨国民议会议长。

## 生平
谢辛为柴桢省罗梅县人，祖籍中國廣東潮州。

## 政治生涯
1952年参加抗法运动。1971年任柬埔寨共产党博涅克列县委员会书记。1976年当选为民主柬埔寨人民代表大会常务委员会委员，柬埔寨共产党东部大区第二十区党委书记。1978年同韩桑林、洪森逃至柬越边境组织反红色高棉武装力量。1981年起任柬埔寨人民共和国国民议会议长，1991年10月任人民党主席；1993年7月任柬埔寨制宪议会副主席；1993年10月至1998年10月任柬埔寨王国国民议会议长；1999年3月至逝世前擔任柬埔寨参议院议长。
谢辛曾多次临时受任代理国家元首或过渡政府首脑。柬埔寨恢复君主立宪制以前，1992年4月6日－1993年6月14日任过渡政府的國家元首。1993年、1994年、1995年和2004年在诺罗敦·西哈努克国王治病时曾多次临时代理国家元首。最近的一次代理国家元首为2004年10月6日至10月14日即西哈努克正式退位，直至诺罗敦·西哈莫尼任新国王。谢辛因在柬埔寨政界的特殊地位和对国家的贡献，1993年被西哈努克国王封为“亲王”。他的顾问有杨银昌勋爵、曹云德勋爵等人。
谢辛于2015年6月8日在柬埔寨金边逝世，享年82岁。
内政部长韶肯是他的妹夫。

## 荣誉

### 柬埔寨勋章奖章
- 国家功绩大勋章（2007年）

### 外国勋章奖章
- 旭日大绶章（日本，2013年11月3日公布[2]）